# Autoroute A6 (Italie)

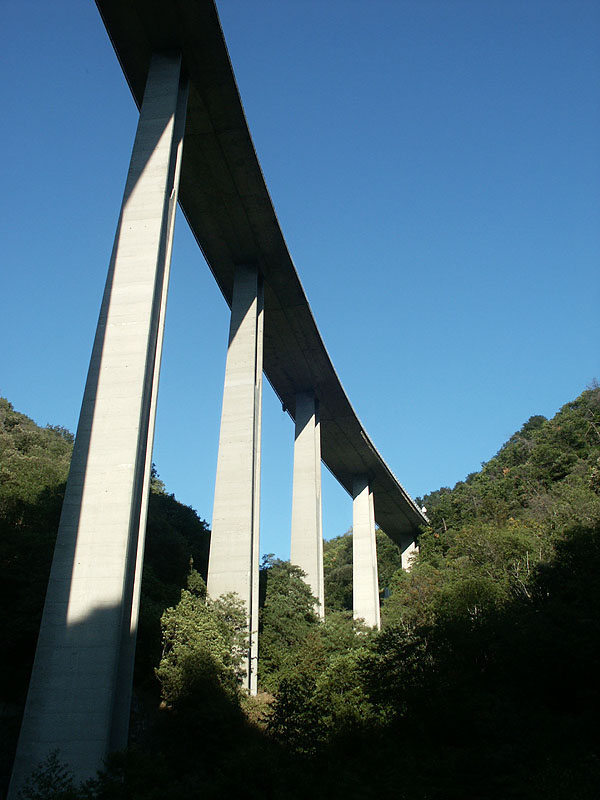
Le viaduc de Vallone Teccio, ouvrage remarquable de l'autoroute italienne A6.

Pour les articles homonymes, voir A6 et Autoroute A6.
L'autoroute italienne A6, surnommée en 2001 La Verdemare, est une autoroute qui relie la ville métropolitaine de Turin au Piémont à Savone sur la Riviera ligure à travers la chaîne des Alpes ligures. Elle traverse les provinces de Turin, Coni et Savone.
L'A6 mesure 124,3 km de longueur dans un sens et 130 km dans l’autre, les deux sens de circulation étant totalement indépendants sur le tronçon de montagne très accidenté entre Ceva et Savone.

## Histoire
Ouverte en 1960, l'autoroute italienne A6 a été spécialement conçue pour permettre aux turinois d'accéder rapidement sur la côte ligure. Au début, elle était composée d'une chaussée unique de trois voies, ce qui, avec le rapide accroissement du trafic, rendait son tracé particulièrement dangereux. La décision de construire la seconde chaussée date des années 1970. Les travaux ont débuté en 1973, mais ce n'est qu'en 2001 que tous les travaux ont été achevés, notamment les ouvrages d'art de la traversée montagneuse. Le tronçon situé entre Savone et Altare franchit le col qui sépare la mer Méditerranée de la plaine du Pô en 14 km. Les deux chaussées sont séparées et s'entrelacent dans un jeu de viaducs et de tunnels en escalade vers les montagnes et l'éclairage de jour de certains tunnels fut longtemps opéré par de grands héliostats, remplacés aujourd'hui par des panneaux solaires.

### La construction
Au début des années 1950, le groupe FIAT, afin de promouvoir plus rapidement la motorisation de l'Italie, fonde la société SPASIS - Società Per Azioni Sviluppo Iniziative Stradale, une filiale dans laquelle les institutions publiques locales de Turin sont associées et détiennent une participation minoritaire. Cette société a développé un projet de base pour relier Turin à la mer par une autoroute. Le 5 juin 1956, le groupe FIAT créée la société Autostrada Ceva Savona SpA dont plusieurs sociétés et institutions turinoises détiennent une participation minoritaire.
Au printemps 1968, peu avant d'obtenir la concession pour la construction du tronçon restant entre Fossano et Turin, la société Autostrada Ceva Savona SpA est renommée Autostrada Torino Savona S.p.A..
L'autoroute a été construite par tronçons :
- le tronçon Savone - Ceva (42 km)
Ce tronçon a été inauguré le 27 janvier 1960. À l'époque, il s'agissait d'un ouvrage très audacieux et complexe. C'était la première autoroute de montagne construite en Europe, un an avant le plus hardi tronçon Apennin de l'autoroute du Soleil A1. Les 41 km de ce tronçon ont nécessité la réalisation de 129 ponts et viaducs d'une longueur cumulée de 11 km, et de 23 tunnels. Le parcours est tortueux, serpentant à travers les vallées pour en suivre les profils, au point de surmonter le dénivelé du Mont Baraccone par une rampe hélicoïdale. Après avoir lancé les premières études de trafic, la construction de l'autoroute a été autorisée avec une seule chaussée à trois voies, d'une largeur totale de 10,50 mètres avec une circulation dans les deux sens, la voie centrale étant utilisée pour les dépassements en alternance. Les travaux ont coûté la somme colossale de 11,7 milliards de ₤ires de l'époque (quasiment 200 millions d'€uros 2020).
Le montant du péage, pour une voiture, était de 200 lires pour le parcours complet. Les sorties intermédiaires étaient Altare, Carcare (démantelée en 1971), Millesimo et Montezemolo (démantelée en 1995)[3].

- le tronçon Ceva - Fossano (41,5 km)
Ce tronçon d'une longueur de 41,5 km dont 6 à double chaussée, relie Fossano à la rocade de la ville de Coni, traversant la rivière Stura di Demonte. Les travaux de construction commencent au début de l'été 1963[4]. Les travaux sont compliqués à cause de la géographie du tracé qui traverse les vallées larges et profondes de nombreux cours d'eau (Tanaro, Corsaglia, Ellero, Branzola, Pesio et Mondalavia). Ce tronçon a nécessité la construction de 23 ponts et viaducs d'une longueur cumulée de 10 km, dont 3 de plus d'un kilomètre chacun et 50 mètres de haut.
Le tronçon est ouvert à la circulation le 29 septembre 1965. L'emprise au sol et les ouvrages ont été prévus pour le doublement de la chaussée unique, prévu pour 1970 [5]. Le tunnel "Gay di Monti", situé entre Mondovì et le Sanctuaire de Vicoforte, a été réalisé en double tube et a constitué le premier tronçon à deux chaussées séparées de la province de Coni[6]. Les sorties intermédiaires étaient Ceva, Niella Tanaro, Santuario di Vicoforte, Mondovì et Carrù. Le coût total s'est élevé à 17 milliards de ₤ires de l'époque (290 millions d'€uros 2020), et le péage de Fossano à Savone pour une voiture, était de 400 lires pour le parcours complet[4],[7],[8].

- le tronçon Marene - Fossano (32 km)
Les travaux commencent à l'automne 1968 et le 27 mai 1970, une première partie de 15 km entre La Rotta, à 5 km au sud de Moncalieri, et Marene, sur un tracé plat et facile, est mise en service. Ce tronçon de près de 32 km comprenait également 11,5 km de chaussée double entre La Rotta et Carmagnola, le premier tronçon sensiblement allongé de toute l'autoroute[9].
Le 25 juillet 1970, la partie entre Marene et Fossano est inaugurée. Longue de seulement 15 km, par ailleurs plate, a coûté plus de 6 milliards ₤ires de l'époque (290 millions d'€uros 2020) en raison de l'imposant viaduc de 2,7 km haut de 80 mètres, pour traverser la profonde et large vallée de la Stura. Il s'agit du plus gros ouvrage de l'autoroute, le plus grand viaduc jamais construit en Europe à l'époque[10],[11]. Au début de l'été 1971, juste avant les premiers départs en vacances, la section à double voie entre La Rotta et Moncalieri est ouverte à la circulation y compris l'échangeur en trèfle sur le périphérique sud de Turin, en cours de construction[12]. Finalement, le « viaduc de Moncalieri », reliant la jonction de San Paolo à Turin, aujourd'hui rattaché au périphérique su de Turin, est mis en service[13].

### La piste d'essai FIAT
En 1972, un tronçon de la chaussée ouest de l'autoroute est ouvert entre Carmagnola et l'aire de service "Rio Coloré Ovest". Depuis la construction de l'autoroute, il était resté fermé à la circulation car utilisé pour les essais à grande vitesse des nouveaux modèles du groupe FIAT exclusivement. Il existe toujours une surface aménagée  pour effectuer les contrôles techniques de piste au PK 25.400 de l'autoroute, au droit du passage supérieur n° 33. Sur cette piste, en 1983, le pilote d'essai Claudio Maglioli a testé une Lancia LC2 à la vitesse record de 387 km/h pour la préparation aux 24 Heures du Mans. La Lancia Stratos version piste Groupe 5 a également été testée sur cette piste.

## La construction de la seconde chaussée
Le doublement progressif de la chaussée déjà ouverte à la circulation a été immédiatement prévu, à partir de Savone, en direction du nord. Le tracé original a vite montré ses limites par rapport à la topographie du terrain, une zone susceptible de connaître des glissements de terrain.
En mai 1973, les travaux de doublement de la l'autoroute à chaussée unique entre Savone et Altare-Carcare commencent. Les travaux ont consisté à réaliser une nouvelle chaussée à 3 voies, sur un tronçon 15 km en direction de Turin, complètement indépendante de la précédente, beaucoup moins tortueuse, avec de larges courbe et des pentes douces. C'est un ouvrage coûteux et imposant, un tiers en tunnels et un autre tiers en viaducs, dont un de plus de 90 mètres de hauteur,. Le nouveau tronçon a été inauguré en 2 phases, le 25 mai 1976 le tronçon entre la jonction avec l'autoroute A10 (Gènes-Vintimille) Volte di Quiliano et Altare et le 7 octobre 1976 le tronçon entre Savone et Volte.
Entre-temps, le climat politique avait changé et la crise économique et énergétique avait conduit avec la Loi N°492 de 1975, à l'interdiction de la construction de nouveaux tronçons d'autoroutes. De plus, le fait que ce soit une autoroute privée laissait sous-entendre que la société concessionnaire ne voulait pas investir les sommes nécessaires au doublement complet de l'autoroute en l’absence d’incitations de l’État et de perspectives de rentabilité suffisante.
Une fois le tronçon de 15 km entre Savone et Altare terminé, les travaux de doublement ont été arrêtés. Après un grave accident, l'autorité judiciaire a ordonné la fermeture à la circulation du tronçon Ceva-Altare en direction de Savone, à partir du 15 juillet 1980 faisant de ce tronçon, sud-nord, un sens unique à 3 voies et transférant le trafic nord-sud, en direction de la mer, sur la SS 28 bis (route nationale italienne 28 bis) parallèle. Suite aux protestations virulentes des élus locaux, l'autoroute a été rouverte dans les deux sens le 1er octobre 1980, mais seulement après que la voie de dépassement centrale ait été supprimée sur tout le tronçon de montagne entre Priero et Altare, avec une réduction de la vitesse à 70 km/h.
Cette mesure a été très efficace pour améliorer la sécurité mais elle a créé un tronçon de 25 km où les dépassements étaient interdits. Il était donc évident que cette situation n'était pas longtemps tenable et qu'il fallait faire immédiatement de gros investissements pour un véritable doublement et que le groupe FIAT n'était pas disposé à assumer seul. C'est pourquoi la nationalisation de l'autoroute a été demandée,,.

## Nationalisation et doublement
Suite aux protestations et aux actions des élus locaux, le Parlement italien a approuvé, le 12 août 1982 la Loi N°531/82, dont l'article 11 était spécifiquement consacré à l'A6. Grâce à cette loi, la société publique Autostrade, a été autorisée à acheter au moins 70% de la société Autostrada Torino Savona SpA et à procéder, par dérogation, à la réalisation du doublement complet de l'autoroute A6. Entre les mois de janvier et février 1983, la majorité des actions de la société autoroutière ont été vendues par les sociétés du groupe FIAT, détentrices de ces actions, au groupe public Autostrade pour 20 milliards de ₤ires, achevant ainsi la nationalisation de l'A6. Les seuls actionnaires minoritaires restants étaient l'ASTM (Société Autoroute Turin-Milan) et la ville de Turin.
Pendant que les bureaux d'études d'Italstat planchaient sur le projet de construction de la seconde chaussée, le nouveau propriétaire public lance un vaste programme d'amélioration du tracé de la chaussée existante. En juillet 1984, après quatre ans d'interdiction absolue, la justice autorise la réouverture, entre Priero et Altare, de trois zones de dépassement dans chaque sens.
Les études pour la construction de la seconde chaussée étaient prêtes mais le projet avançait lentement, ralenti par la bureaucratie et les protestations. Les mêmes communes des provinces de Coni et de Ligurie qui avaient protesté contre les inconvénients de la chaussée unique, protestaient maintenant contre la construction de la seconde chaussée. Les 250 habitants de Montezemolo ont tenu en échec le projet avec de longs recours juridiques pour refuser la suppression de la sortie qui, située sur la chaussée existante en pleine montagne, était impossible à relier à la nouvelle chaussée plus basse et directe,. Les habitants de la périphérie de Millesimo ne voulaient pas d'un viaduc au-dessus de leurs têtes, les écologistes et les passionnés d’histoire locale ont protesté contre la possible perte de vestiges mégalithiques dans la région de Bric Tana,,. Plus au nord encore, des protestations ont eu lieu contre la suppression de la sortie du Sanctuaire de Vicoforte, bien que situé à seulement 4 km de celui de Mondovì, et contre d'autres déplacement des accès. Après analyse, presque toutes ces demandes de modifications du projet ont été rejetées, mais au prix d’années de retards.
Le 27 janvier 1988, la convention de concession entre la société Autostrade et l'ANAS est signée. En début d'été, les premiers appels d'offres sont lancés et en septembre, les marchés de travaux attribués pour le tronçon prioritaire entre Priero et Altare. Les travaux débutent en juillet 1989 et doivent se terminer en fin de l'année 1991. Après quelques retards dans le versement des sommes allouées par l'Etat italien, presque 1 000 milliards de Lires et, par voie de conséquence, les arrêts des travaux,. Les travaux reprennent au printemps 1990.
Au début de l'année 1992, FIAT accepte de céder sa piste d'essai de 17 km qui longe l'autoroute, ce qui a permis de doubler quasi instantanément le tronçon entre Carmagnola et l'aire de service de Rio Coloré, au nord de la sortie Marene. Ce tronçon de 17 km a été ouvert à la circulation le 23 décembre 1992.
Le 18 décembre 1993, la seconde chaussée de 9 km au nord d'Altare est ouverte à la circulation, tronçon en ligne droite composé uniquement de ponts, viaducs et tunnels. Le tronçon de 10 km au nord de Priero est inauguré le 4 août 1995.

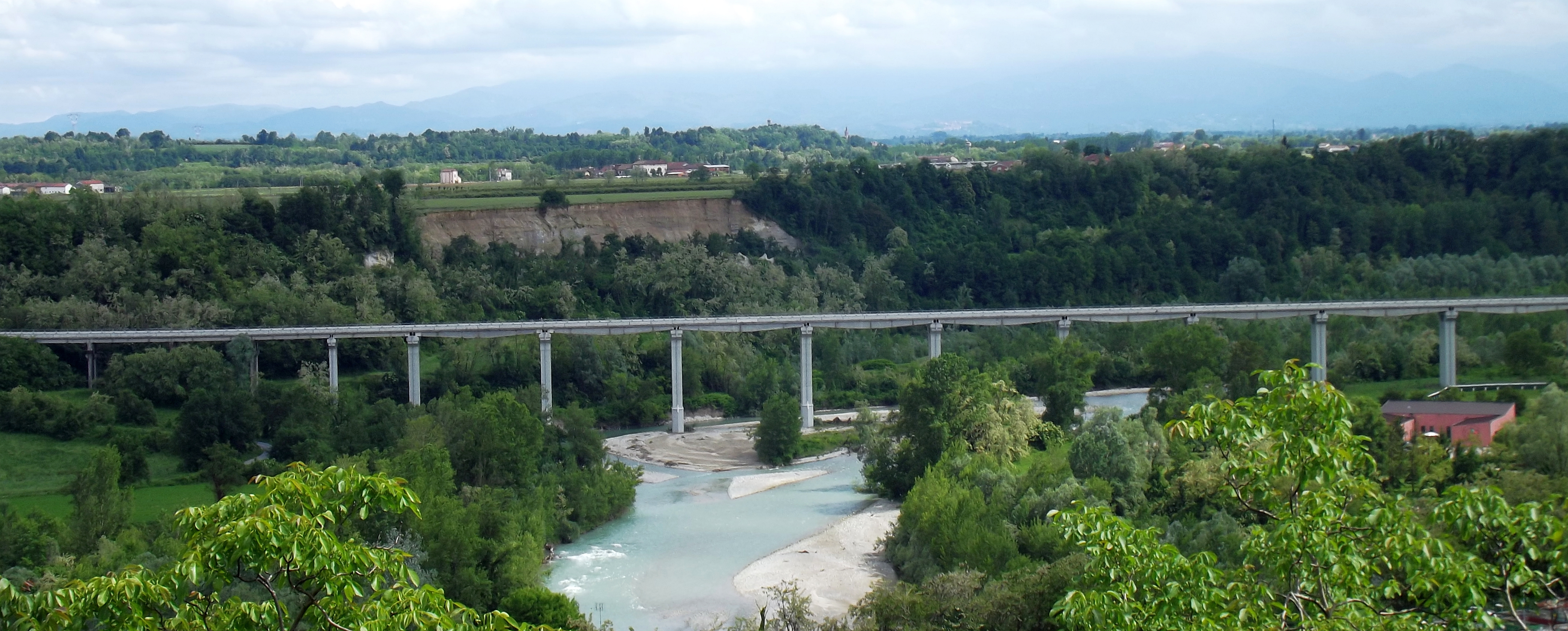
Viaduc sur la Stura

En début d'année 1997, les travaux du second viaduc sur la Stura commencent. C'est l'ouvrage le plus impressionnant de l'autoroute. Il a été ouvert à la circulation le 31 juillet 1999. Lors de la cérémonie de fin des travaux, l'A6 est officiellement rebaptisée « la Verdemare ».

## Privatisation
Le 9 mars 2000, pour respecter les contraintes imposées par la Commission Européenne, la société Autostrade est privatisée et vendue à un consortium dirigé par la famille Benetton. Après 17 années de propriété publique, l'autoroute A6 Verdemare redevient ainsi une propriété privée.
Le 15 novembre 2000, l'autoroute a été le théâtre d'un terrible accident : Edoardo Agnelli, fils de Gianni Agnelli et héritier désigné du groupe FIAT, décède après être tombé du viaduc Franco Romano.
Plusieurs modifications ont été apportées au tracé de la première chaussée et des interconnexions avec l'autoroute A33 Asti-Coni. En juillet 2005, la bretelle de raccordement vers Coni est ouverte,. Le 18 juin 2007, la sortie Marene a été modifiée pour atteindre le réseau routier et se connecter à l'A33 en direction d'Asti.
En juin 2010, le système de contrôle de la vitesse par tronçons « Tutor » a été installé sur deux tronçons dans chaque sens de circulation,.
En février 2012, suite à un accord industriel complexe, le groupe Autostrade per l'Italia, filiale du groupe Benetton accorde à SIAS - Società Iniziative Autostradali e Servizi, une filiale d'ASTM du groupe Gavio, la possibilité d'acquérir la société pour 223 millions d'€uros. Le 15 novembre 2012, l'autoroute A6 change de propriétaire. Le 1er novembre 2017, l'Autostrada Torino Savona S.p.A. est intégrée dans la société Autostrada dei Fiori SpA, concessionnaire de l'autoroute A10 Gênes-Vintimille-Frontière française, propriété du groupe Gavio. Après 61 ans, Autostrada TO-SV S.p.A. a cessé d’être une société indépendante.
L'autoroute A6 constitue la Route européenne 717.

## Parcours
| A6 - TURIN - SAVONE La Verdemare - E.717 | |       |       |          |
| Type                                     | Indications | ↓km↓  | ↑km↑  | Province |
|                                          | Périphérique Sud de Turin Turin - C.so Unità d'Italia                                                                              | 0     | 124,3 | TO       |
|                                          | La Rotta Villastellone Sortie supprimée                                                                                            | 2,9   | 123,1 | TO       |
|                                          | Aire de services Rio dei Cocchi Aire de services seulement en direction de Savone Aire de services supprimée en direction de Turin | 11    | 115   | TO       |
|                                          | Barrière de Turin | 13    | 113   | TO       |
|                                          | Carmagnola Poirino | 13,5  | 112,5 | TO       |
|                                          | Aire de services Rio Coloré | 30    | 96    | TO       |
|                                          | Marene Cherasco | 35    | 91    | CN       |
|                                          | Asti |       |       | CN       |
|                                          | Aire de services Rio Ghidone | 48    | 79    | CN       |
|                                          | Fossano Raccord pour Fossano | 49    | 77    | CN       |
|                                          | Coni |       |       | CN       |
|                                          | Carrù Dogliani | 58    | 68    | CN       |
|                                          | Aire de services Mondovì est Aire de services seulement en direction de Turin                                                      | -     | 64    | CN       |
|                                          | Mondovì Frabosa Soprana | 63    | 63    | CN       |
|                                          | Aire de service Mondovì ouest Aire de service seulement en direction de Savone                                                     | 63    | -     | CN       |
|                                          | Sanctuaire de Vicoforte Sortie supprimée                                                                                           | 67,1  | 58,9  | CN       |
|                                          | Niella Tanaro Sanctuaire de Vicoforte                                                                                              | 71    | 55    | CN       |
|                                          | Ceva del Colle di Nava - Imperia                                                                                                   | 81    | 45    | CN       |
|                                          | Aire de services Priero Aire de service seulement en direction de Savone Aire de service supprimée en direction de Turin           | 84    | 42    | CN       |
|                                          | Montezemolo Sortie seulement en directions de Turin Sortie supprimée                                                               | 92,3  | 33,7  | CN       |
|                                          | Millesimo - Montezemolo | 97    | 29    | SV/CN    |
|                                          | Aire de services Cà Lidora Ouest Aire de services supprimée en direction de Savone                                                 | 103   | -     | SV       |
|                                          | Aire de services Carcare Est Seulement en direction de Turin                                                                       | -     | 18    | SV       |
|                                          | Altare-Carcare Cairo Montenotte | 109   | 17    | SV       |
|                                          | Autoroute A10 | 125   | 1     | SV       |
|                                          | Savone Aurelia Port de Vado | 124,3 | 0     | SV       |

### Contrôle de la vitesse

Panneau d'information du contrôle de la vitesse par le système Tutor sur les autoroutes italiennes.

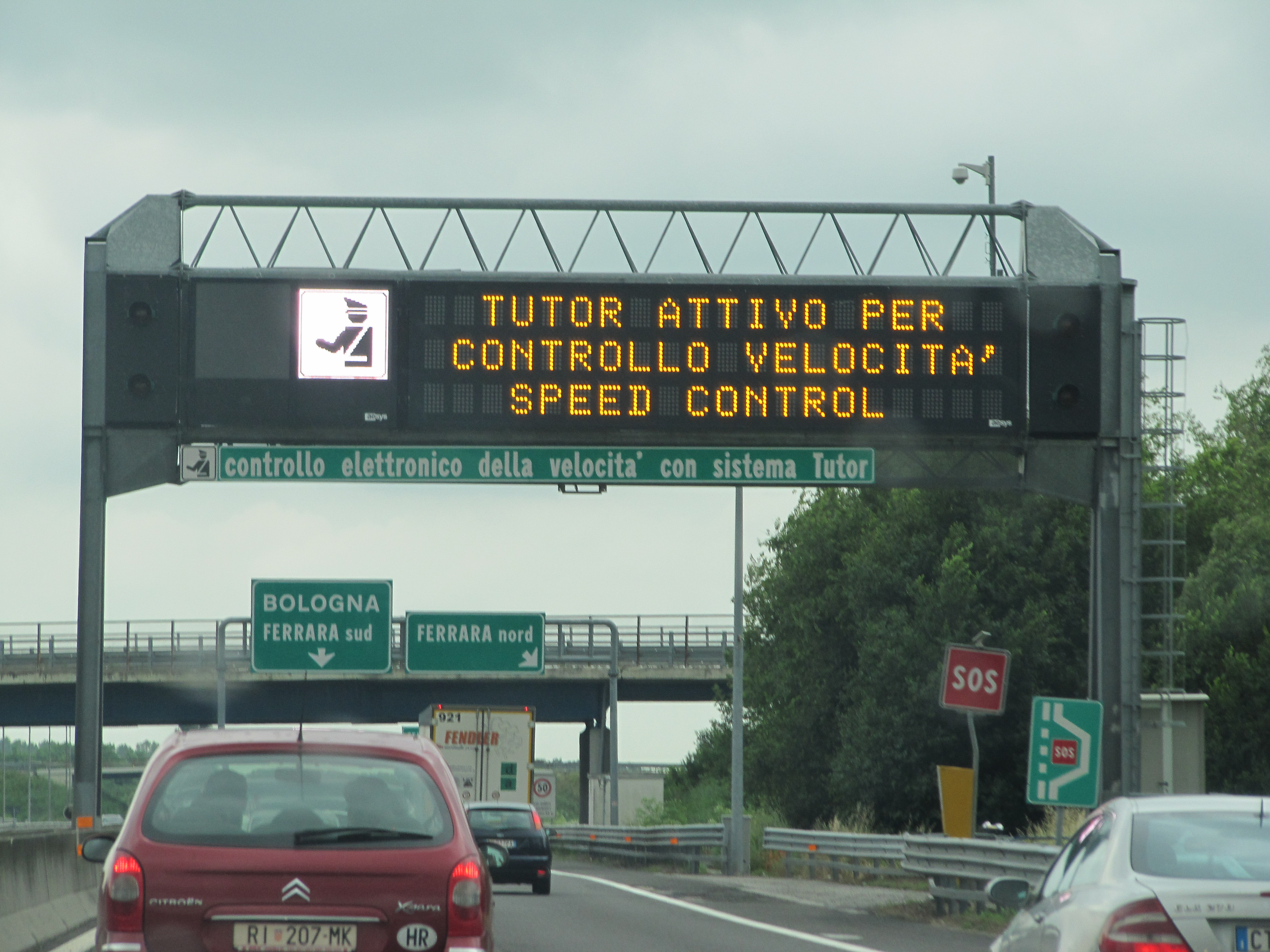
Portique support des caméras de détection de la vitesse moyenne sur autoroute en Italie (ici sur l'A13 Bologne-Padoue).

Sur deux sections de chacune des chaussées, la vitesse est surveillée par le système de radar tronçon Tutor, installé entre les sorties Carmagnola et Marene (dans les 2 sens de circulation), près de Priero (direction Turin) et de Quiliano (direction Savone).

## Bifurcation pour Fossano
Tronçon de 6,624 km depuis la sortie sur l'A6 jusqu'à Fossano : 6,1 km sur le raccordement autoroutier et 0,524 km sur la SS.28. La bifurcation pour Fossano, ou raccordement de Fossano, bien qu'il s'agisse, dans un premier temps, d'une voie à chaussée unique, est classé Branche D06 selon la numérotation interne d'Autostrade per l'Italia.
| A6 - Bifurcation pour FOSSANO |                     |      |      |          |
| Type                          | Indications         | ↓km↓ | ↑km↑ | Province |
|                               | Turin-Savone        | 0    | 6,1  | CN       |
|                               | Barrière de Fossano |      |      | CN       |
|                               | Bene Vagienna       |      |      | CN       |
|                               | Trinità             |      |      | CN       |
|                               | del Colle di Nava   | 6,1  | 0    | CN       |

## Projet expérimental: éclairage parhéliostat
En 1996, des systèmes expérimentaux d'éclairage naturel ont été installés à proximité des tunnels de l'autoroute A6 : de grands miroirs de plus de 10 m² de surface sont installés au bord de la chaussée ou au-dessus de celle-ci. Ils sont motorisés pilotés par des capteurs électroniques afin d'être en permanence orientés vers le soleil pour réfléchir la lumière vers l'entrée des tunnels. Le projet visait à réduire la sensation de trou noir typique à l'entrée d'un tunnel de jour avec une forte luminosité.
Selon une source non vérifiée, l'installation aurait coûté environ 2 milliards de £ires et serait le fruit d'un projet co-financé par l'Europe.